# Крюков, Захарий Григорьевич
Захарий Григорьевич Крюков — предприниматель, владелец нескольких кинотеатров, городской староста Ново-Николаевска (1905—1907), гласный Городской думы (1912).

## Биография

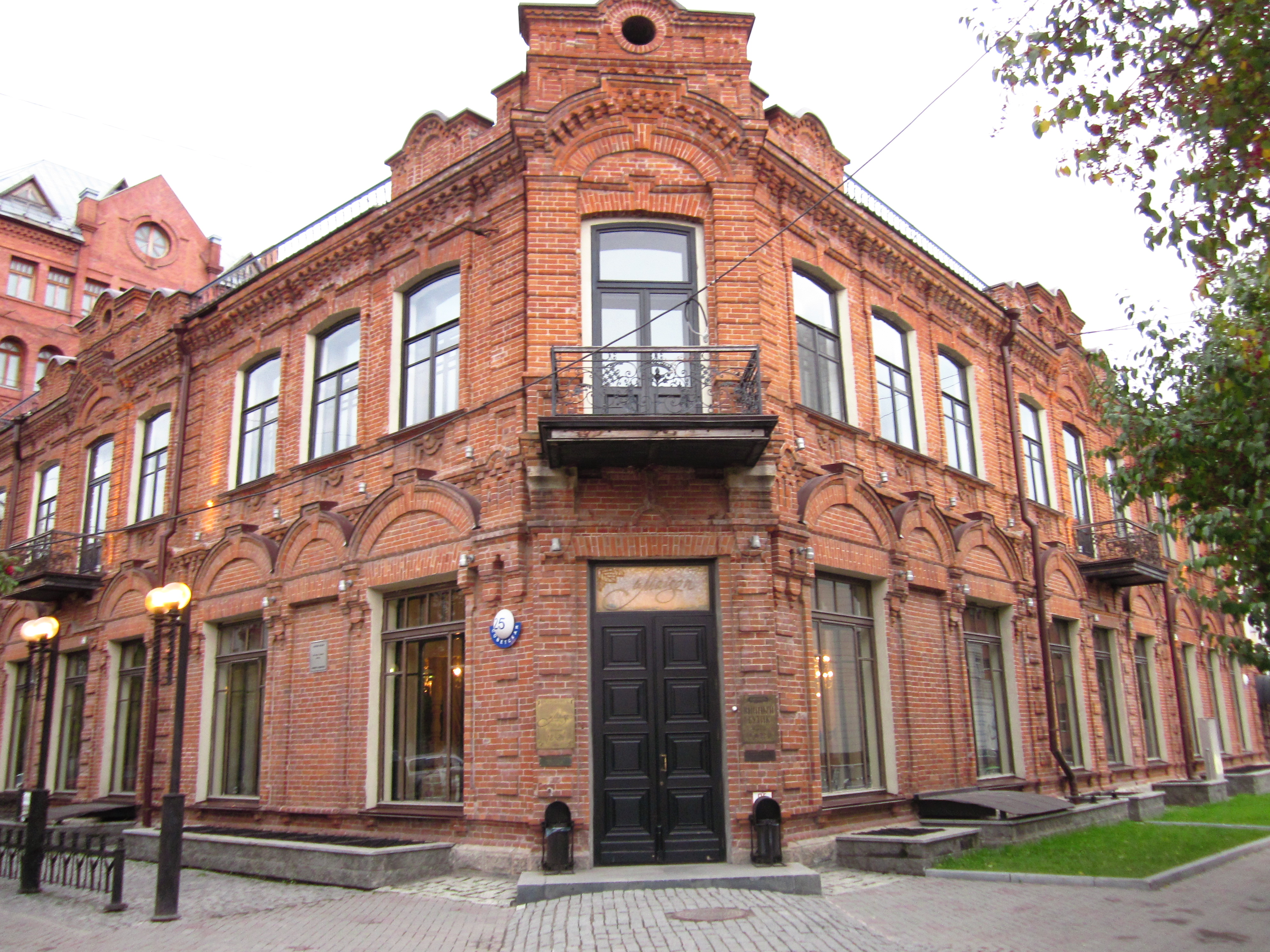
Дом Захария Крюкова

Захарий Крюков работал подрядчиком на сооружении Сибирской железной дороги.
В 1904 году он был избран городским уполномоченным по управлению Ново-Николаевском.
29 сентября 1905 года Крюкова избирают новониколаевским старостой с жалованием 1200 рублей в год. Его помощниками были назначены П. А. Кущевский и Г. М. Кузнецов с жалованием по 600 рублей. В феврале 1907 года он оставил пост старосты по собственному желанию из-за ухудшения здоровья.
В 1908 году предприниматель построил дом в центральной части Ново-Николаевска на Кабинетской улице, в 1910 году к зданию была сделана каменная пристройка со стороны улицы Тобизеновской. Помещения здания арендовало Общественное собрание Ново-Николаевска. В зале первого этажа Крюков открывает кинотеатр «Одеон», однако в скором времени его пришлось закрыть из-за конфликта с Общественным собранием.
С 1909 по 1913 год он был гласным городской думы Ново-Николаевска.
В 1912 году его избирают председателем общества взаимного кредита, в этот период Захарий Крюков совместно с Владимиром Жернаковым были старшинами Ново-Николаевского биржевого комитета.
В 1913 году Крюкова переизбирают гласным Ново-Николаевской городской думы, и в этот же период он — казначей городского коммерческого клуба.
В июне 1913 года открыл в своём доме «Гранд электротеатр „Диана“» (позднее был переименован в «Лучший»), а на втором этаже разместилась гостиница.
В 1914 году на посту председателя правления Ново-Николаевского торгово-промышленного общества взаимного кредита он получал 3000 рублей годового жалования.
В 1915 году Крюков построил кожевенный завод, официально оформленный 25 февраля 1917 года после регистрации торгового дома «З. Г. Крюков и К» фирмы «Кожевенное товарищество». Новое предприятие разместилось на реке 2-й Ельцовке возле Военно-сухарного завода.
В 1919 году получил должность директора Банка взаимного кредита. В ноябре этого же года был избран гласным Ново-Николаевской городской думы на следующие четыре года, как кандидат проходил по списку № 1 («Деловой и внепартийный»).
В 1924 году занимал пост председателя Ново-Николаевского общества взаимного кредита.

## Стоимость недвижимого имущества
В 1904 году его недвижимое имущество оценивали в 4000 рублей, в 1913 году — в 34,9 тысяч рублей.